# Digitaria tararensis
Digitaria tararensis är en gräsart som beskrevs av Johannes Jan Theodoor Henrard. Digitaria tararensis ingår i släktet fingerhirser, och familjen gräs. Inga underarter finns listade i Catalogue of Life.